# Râul Plopilor
Râul Plopilor este un afluent al râului Topolog. 